# Бугало, Павел Викторович
Па́вел Ви́кторович Бугало (узб. Pavel Viktorovich Bugalo; 21 августа 1974, Чирчик, Узбекская ССР, СССР) — узбекский футболист, вратарь; тренер.

## Биография
Воспитанник ташкентского «Пахтакора». В 1992—1999 гг. играл за этот клуб, в составе которого был дважды признан лучшим футболистом года в Узбекистане (1996 и 1997).
В дальнейшем играл во владикавказской «Алании», казахстанских клубах «Женис» (ныне «Астана-64»), «Жетысу» и «Ордабасы». В составе клуба «Женис» в 2002 стал обладателем Кубка Казахстана.
В 2007—2009 гг. играл в составе ташкентского клуба «Бунёдкор» (до августа 2008 года — «Курувчи»).
Бугало выступал за сборную Узбекистана в 1995—2007 гг. В 2007 году провёл пять матчей за сборную. Всего провёл за сборную 40 игр.

## Достижения

### Командные
- Обладатель Кубка Казахстана: 2002 («Женис»)
- Чемпион Узбекистана: 1992, 1998 (оба — «Пахтакор»), 2008 («Бунёдкор»)
- 2-е место в чемпионате Узбекистана: 1993 («Пахтакор»), 2007 («Курувчи»)
- Обладатель Кубка Узбекистана: 1993, 1997 (оба — «Пахтакор»), 2008 («Бунёдкор»)
- Финалист Кубка Узбекистана: 1996 («Пахтакор»), 2007 («Курувчи»)

### Личные
- Футболист года в Узбекистане: 1996, 1997[4]